# 除夕
除夕的定義隨時代變化。自東漢有記載以來至1911年特指農曆年之前一天。1912年中華民國臨時大總統孫中山宣布政府由農曆改元公曆，除夕和元旦的時間定義改為公曆12月31日和1月1日，不久部分民間的除夕亦改指公曆12月31日。除夕指公曆12月31日的用法在中國大陸延續到至少1960年代末。1990年代起中國大陸的除夕通常特指農曆除夕，但報刊和學界仍有混指公曆12月31日的情況。12月31日的倒數活動冠稱「除夕」較著名有1979年-2000年代江蘇省各佛寺的的「除夕聽鐘聲」（2000年代起僅有蘇州寒山寺保留除夕鐘聲指12月31日的用法）、12月31日的香港除夕倒數。

## 起源
農曆新年前一天被賦予意義，自東漢起記載較多。農曆十二月謂臘月，臘月除夕又稱「臘除夕」或「臘除」。「除」字並不解作「去除」（疫病），應解作「易」，正如北宋沈括《夢溪筆談》訓詁：“除拜官职，谓‘除其旧籍’，不然也。‘除’犹‘易’也，以新易旧曰‘除’，如新旧岁之交谓之‘岁除’。《易》‘除戎器，戒不虞’。以新易弊，所以备不虞也。‘阶’谓之除者，自下而上，亦更易之义。”常被引用為除夕的早期記載有：
- 東漢应劭《风俗通义》：“县官常以腊除夕，饰桃人，垂苇茭，画虎于门，皆追效于前事，冀以卫凶也。”
- 東漢高誘《呂氏春秋注》：「前岁一日，击鼓驱疫疠之鬼，谓之逐除，亦曰傩」。[13]（除夕驅疫祭典稱「傩」）。
- 西晉周處（236-297）《風土記》：「蜀之風俗，晚歲相與饋問，謂之饋歲。酒食相邀為別歲。至除夕，達旦不眠，謂之守歲。除夜祭其先，竣事長幼聚飲，祝頌而散，謂之分歲。」[12]

農曆除夕又稱年夜、年三十、過年前夕、大晦日等。

### 民间传说
中国古代除了有历史文献记载，在民间亦有关于除夕的民间故事。

上古时期有个怪獸名曰“夕”，每年腊月三十便扰乱村庄。后農民向灶王請求後便上天求见玉帝，玉帝便派“年”前来驱魔。而“夕”亦有缺点为惧怕红色和响声，而“年”则使用红绸对付“夕”。后来人们也将烧红的竹杆所发出的噼啪作响联合“年”一同战胜了夕，因此那一天也就称之为“除夕”。正月初一为了纪念“年”打败“夕”的事迹，因此正月初一也就是“年”（别称为“春节”）。

## 習俗

### 大中華
除夕與清、盂、九三節也是中華傳統節日裏祭祖的四大節慶，家家祭祖。除了拜祭祖先之外，吃年夜飯，放鞭炮等為一般常見的习俗。傳統上，在大年夜當天的中下午要在門邊貼上新的春聯。
年夜飯，又作團年飯，因為正值冬天，北方人常常在飯桌中間設置火鍋，因此也稱圍爐，北方人年夜飯的菜色中常包括水餃、魚、年糕、長年菜等。因為水餃狀似金元寶，有富貴之意；魚這道菜不能吃完，因為在漢語中“魚”和“餘”同音，有「年年有餘」的吉祥意思；年糕則有「年年高昇」之意；吃長年菜則有長壽的意涵。华南則多有雞、燒肉、髮菜、蠔豉等，因為「髮菜蠔豉」與「發財好市」諧音。近幾年來因社會型態轉變，有的家庭不再自己準備年夜飯，而是訂購外賣年菜或舉家改到飯店、餐館吃年夜飯。
江南的典型年夜饭必有鱼，丰盛汤锅。年夜飯之後，長輩會發壓歲錢給晚輩，因為是用紅色的信封袋（紅包袋裝），故又稱紅包，中國古代也有用紅線將一百個銅錢串成一串外形類似稻穗，表示長命百歲。其中一個說法是歲與「穗」同音，在一些廟宇，會有不少信眾等待上「頭香」，插上新年廟宇香爐的第一炷香，據說代表吉利與神明一年的護佑。除夕時，人們會一家團聚，並有守歲的習俗。
- 送神：通常這天所送的是「灶君」、還有在人間的眾神，回天庭述職，所準備祭品較豐富，有茶果牲禮，後送「灶君」。
- 蒸糕（炊粿）：通常十二月廿五日、廿六日開始蒸過年的糕點，傳統口味有甜、鹹，有以下幾種：甜粿（甜年糕）、發粿（發糕）、菜頭粿（蘿蔔糕）、芋粿、包仔粿，甚至是紅龜粿等。
- 辭歲：除夕當日午後，各家張燈結綵，每家備牲醴、菜碗、粿類祭祀神明與祖先。還有飯上插春花，稱為「春飯」，春和「剩」諧音，表示「富裕」，另外加一碗「長年菜」。
- 貼春聯：春聯又稱門對、春貼、對聯、對子、桃符等等，春聯相傳是由桃符演變而來，而桃符則是用桃木板在上面畫上門神的圖案，後來則用紙畫門神，也有貼上吉祥圖案的年畫。在貼春聯的同時，一些人家要在屋門上、牆壁上、門楣上貼上大大小小的「福」字及福符門錢。春聯是一種結合文學與書法的民間藝術，常見：「天增歲月人增壽，春滿乾坤福滿門」 、「春風春雨春常在，宜室宜家宜放懷」。
- 貼年畫：通常在中國大陸地區較盛行，濃黑重彩的年畫給千家萬戶平添了許多興旺歡樂的喜慶氣氛。年畫是我國的一種古老的民間藝術，反映了人民樸素的風俗和信仰，寄託著他們對未來的希望。
- 貼窗花：在華人民間還喜歡在窗戶上貼上各種剪紙——窗花。窗花不僅烘托了喜慶的節日氣氛。
- 掛燈籠：華人的燈籠又統稱為燈彩。起源於二千年前的西漢時期，每年的除夕前後，人們都掛起象徵團圓意義的紅燈籠，來營造一種喜慶的氛圍。
- 圍爐（年夜飯）：祭祀神靈之後，一家大小圍坐一桌，吃年夜飯，稱為「圍爐」。魚圓、肉圓和蝦圓取意三元及第，魚取意年年有餘。
- 壓歲錢：圍爐之後，就是長輩分壓歲錢，早年是將爐周所攤的制錢或另用紅線穿的銅錢一百個（長命百歲）作為壓歲錢，希望小孩多福長壽，現多以紅包裝鈔票取代。
- 守歲：「守長壽歲」之意，分過壓歲錢後，一家人圍坐爐邊，歡談達旦，稱做守歲。

### 越南
越南語稱為「交承」 意思是「交舊承新」，越南人相信灶君在年廿三送神日回天庭，把各家的情況稟告玉帝後，會在大年夜回來，因此他們會準備露天的供桌，放上各種祭品迎接灶君。

### 日本
日本在明治維新之後改用格里曆，但他們是將原有農曆年（舊正月）的習俗提前至西曆元旦，所以現在日本的除夕（大晦日）是格里曆12月31日。日本人稱除夕為「大晦日」，當天他們會一家團聚，由江戶時代開始，日本人會在除夕吃象徵長壽的蕎麥麵，稱為「年越蕎麥」，有些地區的習俗則是吃年越壽司，並且有守歲、迎年神的習俗。長輩們也會發壓歲錢，日本人稱之為「御年玉」（お年玉，即「壓歲錢」）。有些人會聚集在廟宇參拜。當接近12時，寺廟的住持會敲響大鐘108下，而第108下會於凌晨的0時整敲下，此習俗稱為「除夜之鐘」（除夜の鐘）。而緊接著的元旦深夜及清晨直至白天，會有不少人到寺廟或神社參拜，稱為「初詣」，每年日本的鐵道公司還需加開初詣班車應付初詣的需求。

## 贺岁歌曲
除夕合家欢是一首关于除夕的贺岁歌曲，该歌曲描述了除夕合家团圆的场景。最早创作于1995年，原唱者为台湾女歌手龙飘飘。
年三十晚真呀真热闹，

一家团聚有说又有笑，

年夜饭，味道好。辞岁酒，呱呱叫。人人乐陶陶，

新的一年来到。

我们信心高，

弟弟妹妹哥哥姐姐。

还有咱们的小宝宝，

举起杯，磕过头。干杯，

祝愿我们老一辈越活越年少。

年三十晚喜气冲云霄，

一家团聚欢笑又歌唱。

捞瓜子，进财宝。

吃个橘，百病消。

大家福星高，

新的一年来到。

大家信心高，

弟弟妹妹哥哥姐姐。

还有咱们的小宝宝，

举起杯，磕过头。干杯，

祝愿我们新一代青春无限好。

## 公眾假期
- 中国大陆：根据2007年颁布的《全国年节及纪念日放假办法》，除夕为春节假期的一部分，根据2013年12月11日《国务院关于修改〈全国年节及纪念日放假办法〉的决定》，从法律意义上将除夕从法定节假日中移除。[17]同时公布《关于2014年部分节假日安排的通知》指出2014年除夕不放假。[18]2014年12月16日，国务院办公厅发布《关于2015年部分节假日安排的通知》。其中，2015年春节假期为2015年2月18日（农历除夕）至24日（农历正月初六）放假调休，[19]这也意味着，除夕根据民意再次“隐性”恢复为法定节假日，但并没有通过修改《全国年节及纪念日放假办法》将除夕正式列为法定节假日。之后2016年至2023年期间，春节假期均包括除夕。直至2023年國務院辦公廳發布《關於2024年部分節假日安排的通知》取消了2024年的除夕放假[20]，再度引發中國大陸網民的不滿，亦引发「除夕」的諧音有「除習」之意的阴谋论[21][22]。但在次年公布的《关于2025年部分节假日安排的通知》中，除夕假期再度恢复[23]，同时《全国年节及纪念日放假办法》亦将除夕再次修改为法定节假日[24]。

- 香港和澳門：如果正月首三日中任何一日碰巧是星期日，農曆除夕會被納入公眾假期，但有時會在年初四補假一天，如2017年年初二為星期日，則香港在年初四星期二補假一天；2018年年初三為星期日，香港也在年初四星期一補假一天。

- 台灣：農曆除夕當天放假一天，若與周六、日重疊則另外補假，但若與周休假期僅相隔一工作日者，該工作日則調為假期（彈性放假），並擇前一星期六補班補課。許多全年無休的百貨銷售業、服務業及觀光業等，為讓員工返家與家人團聚吃年夜飯，在除夕當天會特例提早打烊。[25]自2015年起，若遇周六於前一個上班日補假，遇周日於次一個上班日補假。[26]
- 韓國 : 農曆除夕為韓國農曆新年假期的首日。
- 越南：農曆除夕為越南新年假期的首日。
- 馬來西亞：除夕節一般是馬來西亞公共假期和馬來西亞學校假期的第二（或三）日，早在臘月廿九日（或臘月廿八日）則為公共假期。
- 朝鮮、新加坡：農曆除夕並非公眾假期。

## 外部連結
[在维基数据编辑]
 《欽定古今圖書集成·曆象彙編·歲功典·除夕部》，出自陈梦雷《古今圖書集成》